# Caso Miriam Susana Moro de De Vicenzo y Roberto Enrique Darío De Vicenzo Johnston
El caso Miriam Susana Moro de De Vicenzo  (20 de junio de 1952 - 27 de septiembre de 1976, Rosario, Santa Fe) y Roberto Enrique Dario De Vicenzo Johnston (4 de febrero de 1952 - 27 de septiembre de 1976) refiere a un matrimonio de militantes de la Juventud Universitaria Peronista y estudiantes de la Universidad Nacional de Rosario, víctimas de la última dictadura cívico eclesiástica militar de Argentina. Por el secuestro y asesinato de ambos fue condenado el Ex General de División del Ejército Argentino, Ramón Genaro Díaz Bessone.

## Breve reseña
Miriam Susana Moro, “la Negrita”, nació el 20 de junio de 1952 en Rosario, provincia de Santa Fe. Hija de Alberto Moro y Nélida Berretta de Moro. Tuvo una hermana gemela, Ana María Moro, apodada “la Chiqui”. Pasaron su infancia en Crespo, provincia de Entre Ríos, pero al poco tiempo volvieron a Rosario. Ambas comenzaron la escolaridad en la escuela Nacional N° 397. Miriam era estudiosa, uno de los mejores promedios. Completó sus estudios secundarios en la escuela Superior de Comercio, lugar donde conoció a quien sería su compañero de vida, Roberto De Vicenzo. Allí, también, nace su interés por la política y las causas sociales. En 1970 comenzó a estudiar Psicología en la Facultad de Humanidades de la Universidad Nacional de Rosario y a militar en la Juventud Universitaria Peronista.
Roberto de Vicenzo, “el Gringo”, nació el 4 de febrero de 1952 en Santa Fe. Hijo de Alberto De Vicenzo y Noemi Johnston. A Roberto le gustaban mucho los deportes. Jugaba al rugby en el club de Fisherton “Old Resian”, al fútbol y al hockey. Inició sus estudios universitarios en la Facultad de Ciencias Económicas de la Universidad Nacional de Rosario. Al igual que su compañera, comenzó a militar en la Juventud Universitaria Peronista. Junto a Miriam, trabajaron activamente en campañas de vacunación de niñas y niños, grupos de apoyo escolar y asistencia en la construcción de escuelas.
En abril de 1974 la pareja contrajo matrimonio. Tuvieron dos hijos varones, Darío y Gustavo. Debido al contexto sociopolítico de la época, Miriam y Roberto tuvieron que dejar la facultad pero no abandonaron la militancia y se sumaron a Montoneros.  Se mudaron a Villa Gobernador Gálvez un tiempo y el 26 de septiembre de 1976 retornaron a Rosario. Al día siguiente fueron detenidos-desaparecidos.

## Detención y desaparición
En la madrugada del 27 de septiembre de 1976, Miriam salió en una moto con Antonio López a repartir volantes denunciando a la dictadura militar. Se dirigían al Frigorífico Swift cuando fueron secuestrados por la patota Feced en la zona de Villa Diego. Ella fue llevada a una casa y asesinada a los dos días en un camino rural de Casilda. Su cuerpo presentaba doce orificios de entrada y salida de balas, hematomas en las piernas y lesiones en la vagina, signos de la tortura que había sufrido. Fue enterrada como NN (persona sin identificar) en el cementerio de esa misma ciudad. A los pocos años, sus restos fueron trasladados a un osario, hecho que privó a la familia de la posibilidad de localizar y reconocer el cuerpo y realizar los ritos funerarios. Al momento del secuestro, Miriam estaba embarazada.
Ese mismo día, Roberto salió a buscar a su esposa. Horas después lo secuestraron en la zona de El Reloj, en Villa Gobernador Gálvez. Según testimonios de compañeros, Roberto fue trasladado al centro de detención clandestino Servicio de Informaciones de la Jefatura de Policía de Rosario, donde fue torturado. Continuó desaparecido hasta que en marzo del año 2010, el equipo Argentino de Antropología Forense identificó su cuerpo que había sido enterrado como NN en la necrópolis de Barracas.

## Juicio y sentencia
En julio de 2010 se empezó a tramitar en juicio oral la causa “Díaz Bessone” por los delitos de homicidio, privación de la libertad, torturas y asociación ilícita. En esta se investigaron crímenes de lesa humanidad perpetuados contra 93 personas en el centro de detención más grande de la provincia, el Servicio de Informaciones de la ex Jefatura de Policía de Rosario. Entre las víctimas se encuentran Miriam Moro y Roberto de Vicenzo. Gracias a la lucha constante de los organismos de derechos humanos, el 26 de marzo de 2012, el Tribunal Oral Federal N° 2 de Rosario condenó a algunos de los represores. Díaz Bessone, principal imputado por el secuestro y asesinato del matrimonio, fue condenado a prisión perpetua.

## Homenajes
- En el año 2015, a través de la Secretaría de Derechos Humanos de la provincia de Santa Fe se publicó el libro "Por siempre jóvenes. Miriam y Roberto, una historia de amor en tiempos de lucha".  La obra ofrece los testimonios de Ana, la hermana de Miriam, de los hijos y nietos de la pareja desaparecida, del hermano de Roberto y de amigos. Al día de hoy sus nietos, Abril, Lara, Simón, Miriam, Sofía y Valentino continúan su legado.[17] El mismo libro fue reeditado en Cuba por el Centro Cultural Pablo de la Torriente Brau con apoyo de Resumen Latinoamericano y distribuido en el país.[18] En la presentación del libro, Juan Cheroni, cuñado de Miriam y diagramador del libro, dijo:“Como tantos otros jóvenes de su tiempo, Miriam y Roberto eligieron priorizar un proyecto colectivo por sobre su interés particular. Decidieron que nadie puede realizarse individualmente en una sociedad con excluidos, y que la lucha no era por su propio futuro sino por el de todos, no por sus propios hijos, sino por los hijos de todos. Pagaron por ese compromiso el precio más alto, el de sus propias vidas. Este libro cuenta una historia de amor y de lucha, y es también un homenaje a todos esos jóvenes que fueron capaces de darlo todo por un sueño colectivo”[19]
- En marzo de 2011, la Secretaría de Extensión de la Facultad de ´Psicología de la UNR publica "Recuerdos de vida... Pensaron que los habían desaparecido, ahora están en todos lados"  que cuenta, entre otras, la historia de Miriam Moro y su recorrido por la Universidad.
- El 23 de marzo de 2021, la Facultad de Humanidades  y Artes de la Universidad Nacional de Rosario, a través del programa de Preservación documental “La Facultad de Humanidades y Artes: historia, memoria y política”, realizó un acto/homenaje de reparación de legajos y material documental recuperado de docentes, estudiantes y graduados/as desaparecidos/as y asesinados/as durante el terrorismo de Estado de la ex Facultad de Filosofía y Letras (actual Humanidades y Artes) de la Universidad Nacional de Rosario. Entre los homenajeados por la carrera de Psicología se encuentra Miriam Moro.[20]
- En la escuela Superior de Comercio de Rosario hay un salón dedicado a Miriam y otro a Roberto. A su vez, en ocasión del acto por el 24 de marzo, los estudiantes pintaron bicicletas en el patio de la escuela en nombre de la pareja.[21]
- El 23 de octubre de 2010, familiares y allegados despidieron los restos hallados de Roberto De Vicenzo. El homenaje se realizó en la sede del Movimiento Evita de Rosario. Asistieron familiares, amigos y compañeros de militancia.[22]

## Enlace Externo
- Testimonio de Ana María Moro. Publicado por la Biblioteca Nacional Mariano Moreno